# Coop Atlantique
Ne doit pas être confondu avec Co-op Atlantique.
Pour les articles homonymes, voir Coop.
 (mai 2016).
Coop Atlantique est une coopérative de consommateurs (distribution), implantée dans le Centre ouest de la France, dont le siège est à Saintes (17) et qui gère plus de 160 magasins. Ses clients-sociétaires, les coopérateurs, en détiennent collectivement la propriété. Coop Atlantique est propriétaire de ses magasins et des fonds de commerce. Elle a adhéré en 2012 à la coopérative de commerçants Système U . 
Elle exploite des magasins aux enseignes Hyper U (hypermarchés), Super U (supermarchés), U Express (supermarchés), Utile (supermarchés), Coop (magasins de proximité) et Plateau d'Auguste (restaurants). 
Coop Atlantique est membre de la FNCC, la Fédération Nationale des coopératives de consommateurs. 
Son chiffre d'affaires HT atteint 1,06 milliard d'euros en 2022.

## Histoire

Le siège de Coop Atlantique depuis 1928.

Sa création remonte à 1881, année de la création de l'Union de Limoges, suivie en 1912 de la création de La Saintaise. Elle devient Coopérative Régionale des Charentes et du Poitou en 1920, puis Coopérative Régionale en 1972 et enfin Coop Atlantique en 1994.
Entre 1953 et 1973, des regroupements sont effectués avec diverses coopératives locales, jusqu'à la fusion avec celle de Limoges qui se réalise en 1972.
En 1998, des accords de partenariat pour les achats et les enseignes sont signés avec le groupe Carrefour et Comptoirs Modernes au 1er janvier 1998. Les hypermarchés prennent l'enseigne Carrefour et les supermarchés l'enseigne Stoc. En 1999, à la suite de la fusion nationale entre les groupes Carrefour et Promodes, les supermarchés Stoc passent sous enseigne Champion.
Le 4 janvier 2012, Coop Atlantique adhère à la Coopérative Système U Ouest.

## Activités
Elle gère directement :
- 5 hypermarchés Hyper U : La-Roche-sur-Yon, La Rochelle Beaulieu, Périgueux Boulazac, Saintes, Saint-Junien.
- 25 supermarchés Super U
- 18 supermarchés U express
- 17 supermarchés Utile (dont 15 intégrés et 2 indépendants)
- 6 restaurants Plateau d'Auguste
- 111 magasins de proximité Coop

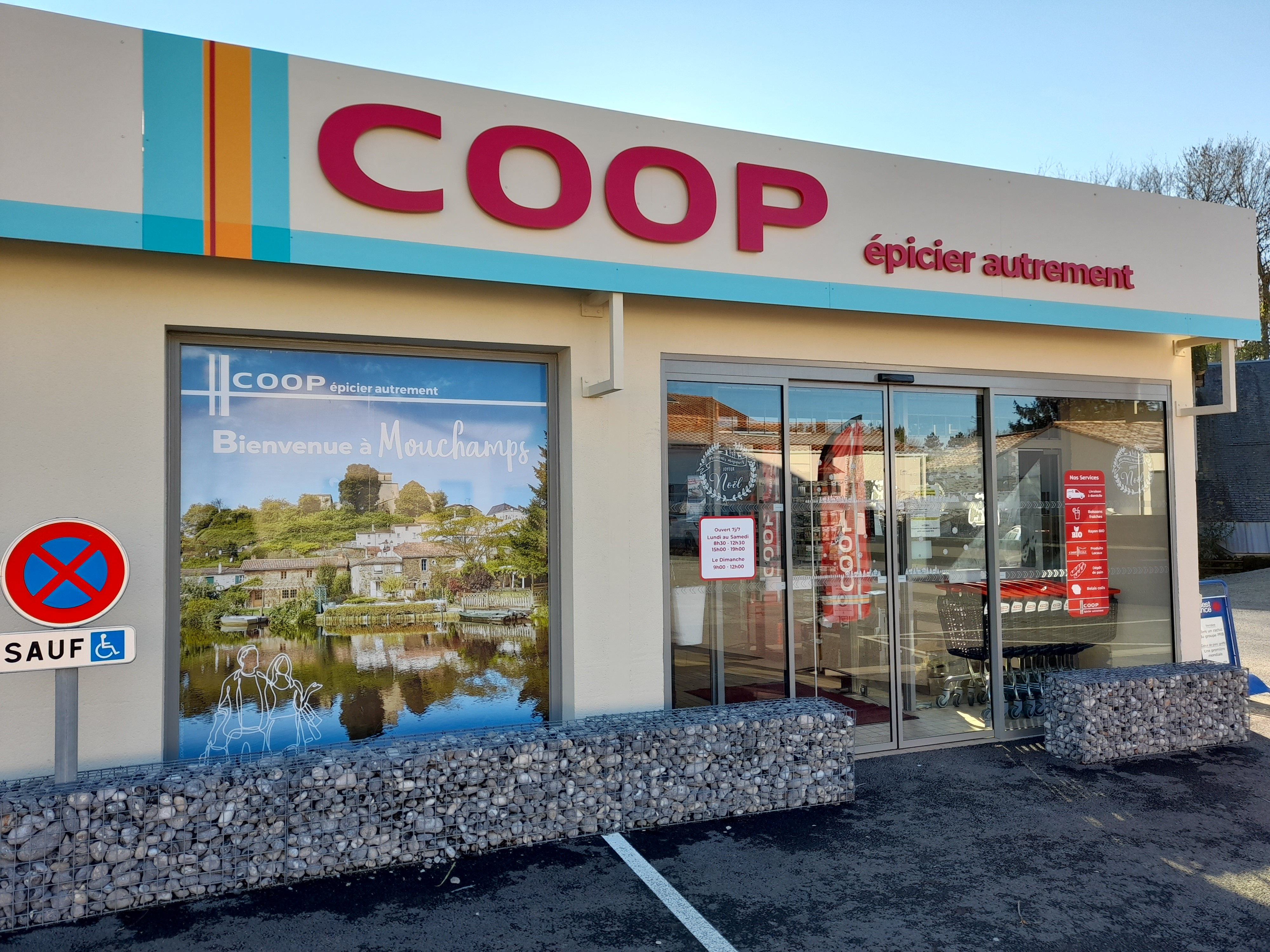
Magasin Coop à Mouchamps en Vendée
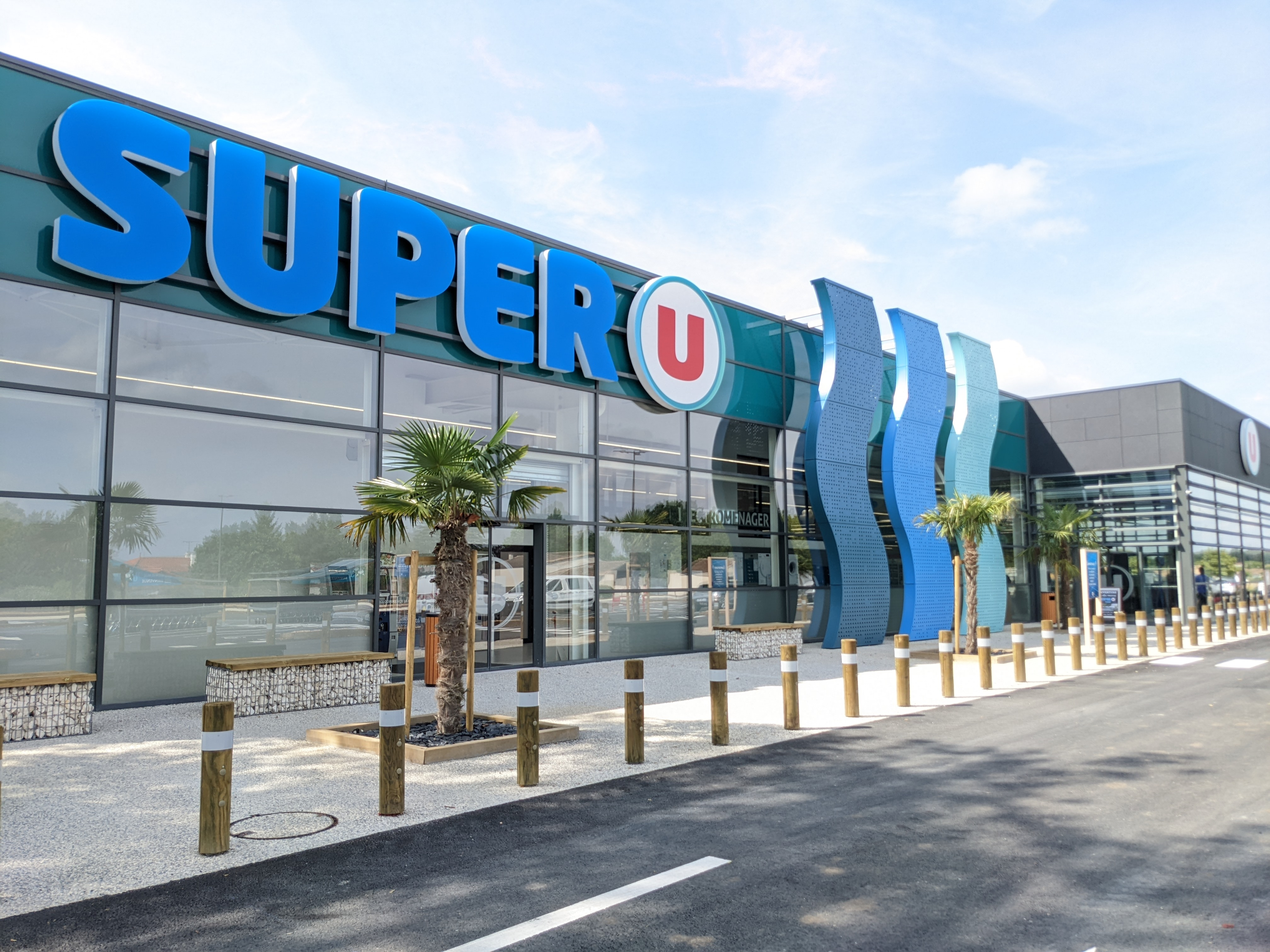
Un supermarché Super U à Cozes
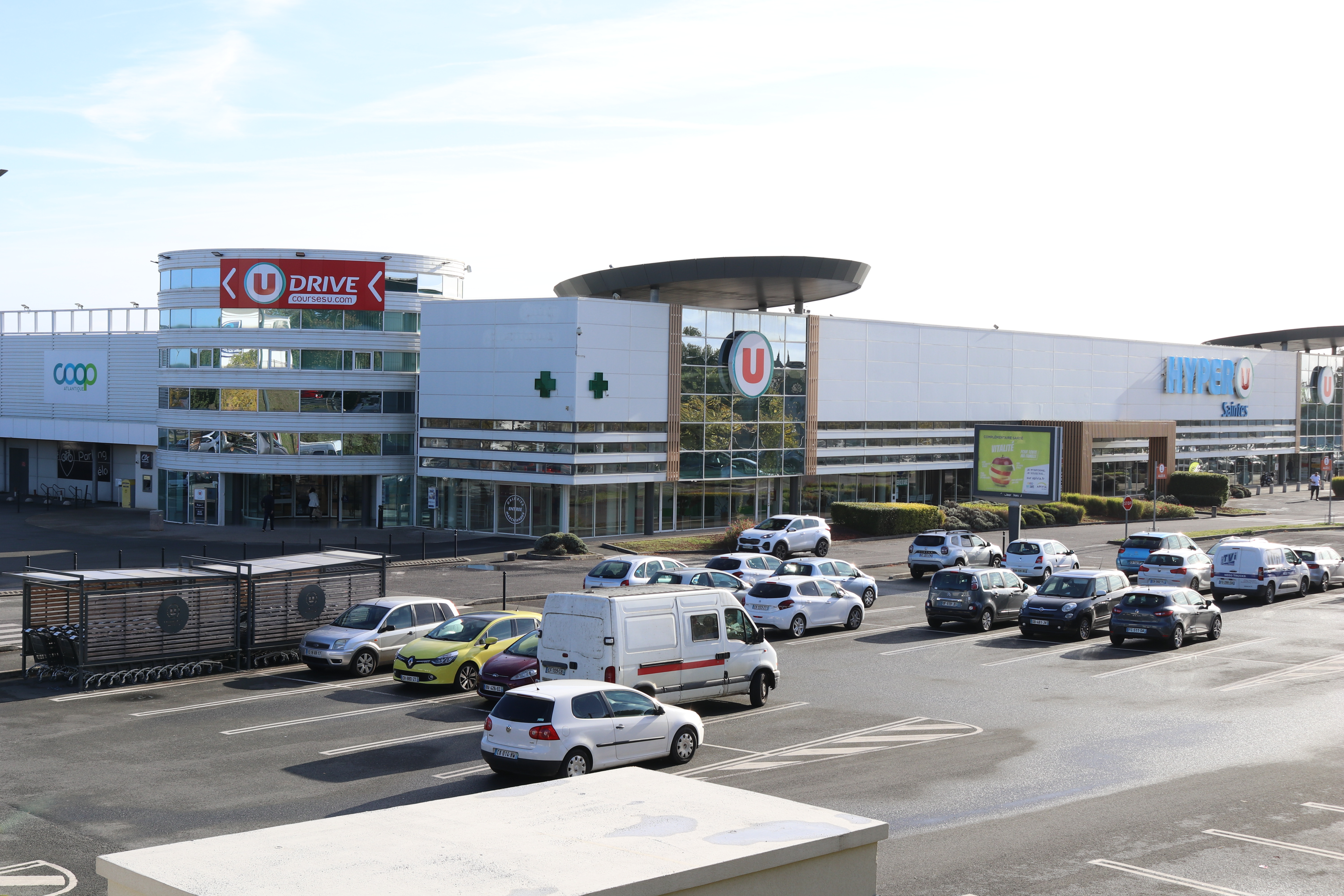
Un hypermarché Hyper U à Saintes

## Identité visuelle

Ancien logo.
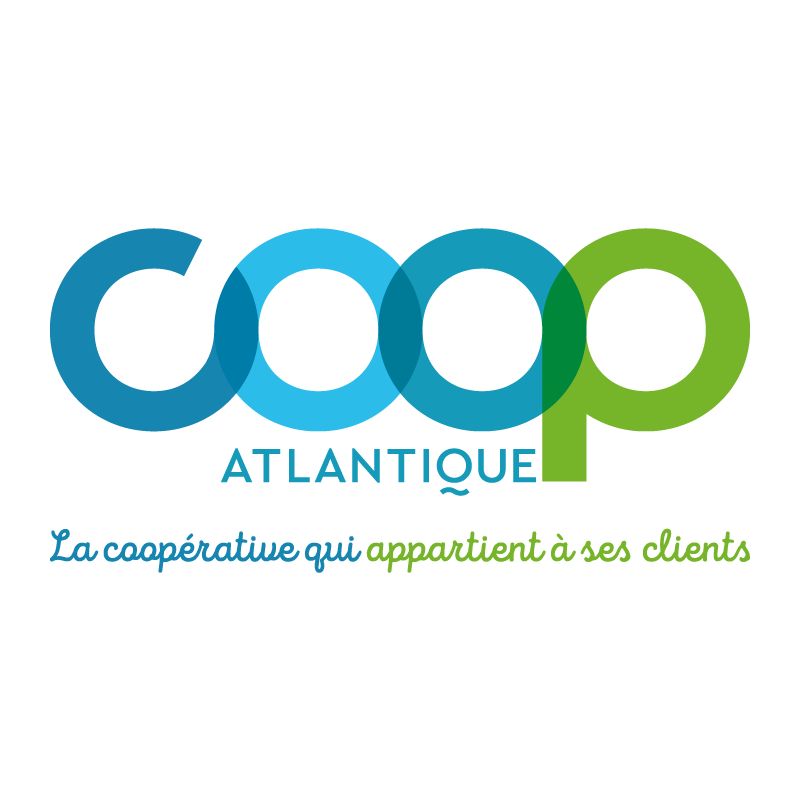
Logo actuel.

## Annexe